# Georg Johannes Conradi
Georg Johannes Conradi, född den 27 februari 1679 i Riga (då under svenskt styre), död den 7 september 1747 i Rendsborg, var en tysk präst.
Conradi studerade i Halle, där han slöt sig till det pietistiska lägret. Han blev 1703 fältpräst vid ett svenskt regemente i Tyskland och 1710 andre kyrkoherde vid Tyska församlingen i Stockholm. Han beredde Goertz till döden och följde honom till stupstocken (19 februari 1719) samt tog vård om hans kvarlåtenskap. Efter en predikan i Köpenhamn 1720 för kung Fredrik IV kallades han av denne 1721 till tysk hovpredikant och 1728 utnämndes han till superintendent för Slesvig och Holstein. År 1730 framlade han på en synod i staden Slesvig ett omfattande reformatoriskt förslag i pietistiskt syfte och med fullkomligt förbiseende av menighetens rätt att i kyrka och skola höra sitt danska modersmål. Förslaget antogs av synoden, men vann inte kungens bifall. Conradi införde 1733 konfirmationen i Slesvig. En av honom utarbetad Gesangbuch (psalmbok) utkom 1752.
Han var far till kommerserådet Georg Henrik Conradi (1718–1795) som var grosshandlare i Stockholm och 1762 blev direktör i Ostindiska kompaniet.